# HD 90630
HD 90630，又名CP-73 735，SAO 256711、HR 4105，是一颗恒星，视星等为6.19，位于銀經293.15，銀緯-13.96，其B1900.0坐标为赤經10h 22m 44.3s，赤緯-73° -13.96′ 49″。